# Beethoven (Wagner)

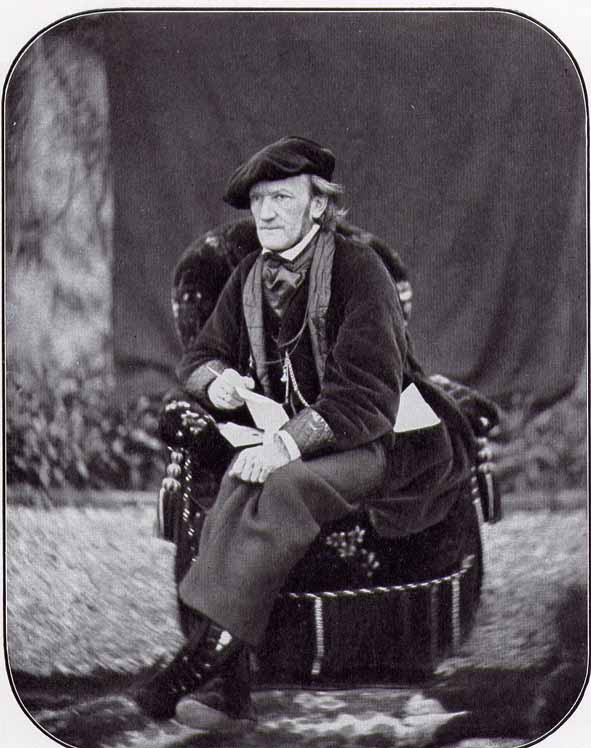
Richard Wagner in Luzern, um 1868

Beethoven ist der Titel einer kunsttheoretischen Abhandlung Richard Wagners, die er von Juli bis September 1870 in Tribschen schrieb. Wie der 1869 entstandene Essay Über das Dirigieren gehört sie zu den wichtigen musikästhetischen Spätschriften des Komponisten. 
Das Werk entstand anlässlich der Feier zum hundertsten Geburtstag Ludwig van Beethovens.
Unter dem Einfluss Arthur Schopenhauers nahm Wagner wesentliche Positionen über das Verhältnis von Musik und Dichtung aus seiner früheren Schrift Oper und Drama zurück.

## Entstehung
Wie zahlreiche kunsttheoretische Schriften Wagners entstand auch der Beethoven-Essay in Tribschen.
Der Kritiker und Intimfeind Eduard Hanslick wollte Wagner als Dirigenten der Neunten Sinfonie gewinnen, die im Dezember 1870 zur Beethoven-Zentenarfeier aufgeführt werden sollte. Doch Wagner sagte nicht nur ab, sondern reagierte beleidigt und beleidigend auf das Schreiben. Hans Richter solle dem Sekretär des Festkomitees übermitteln, dass er auf Briefe Hanslicks nicht antworten wolle.
So begann Wagner am 20. Juli 1870 mit der Niederschrift der Abhandlung zu einer „idealen Feier des großen Musikers“ und beendete sie am 7. September, einige Tage nach der Kapitulation der Franzosen bei Sedan. In ihrem Tagebuch erwähnte Cosima Wagner das Werk erstmals am 4. Juli des Jahres: „R spricht von seinem Aufsatz: Beethoven und die deutsche Nation“. Diesen Titel trägt auch der Entwurf im Braunen Buch, das Cosima ihm im Sommer 1865 geschenkt hatte. Dort sollte er seine Gedanken und Gefühle festhalten, wenn kein brieflicher Kontakt möglich war.

## Inhalt

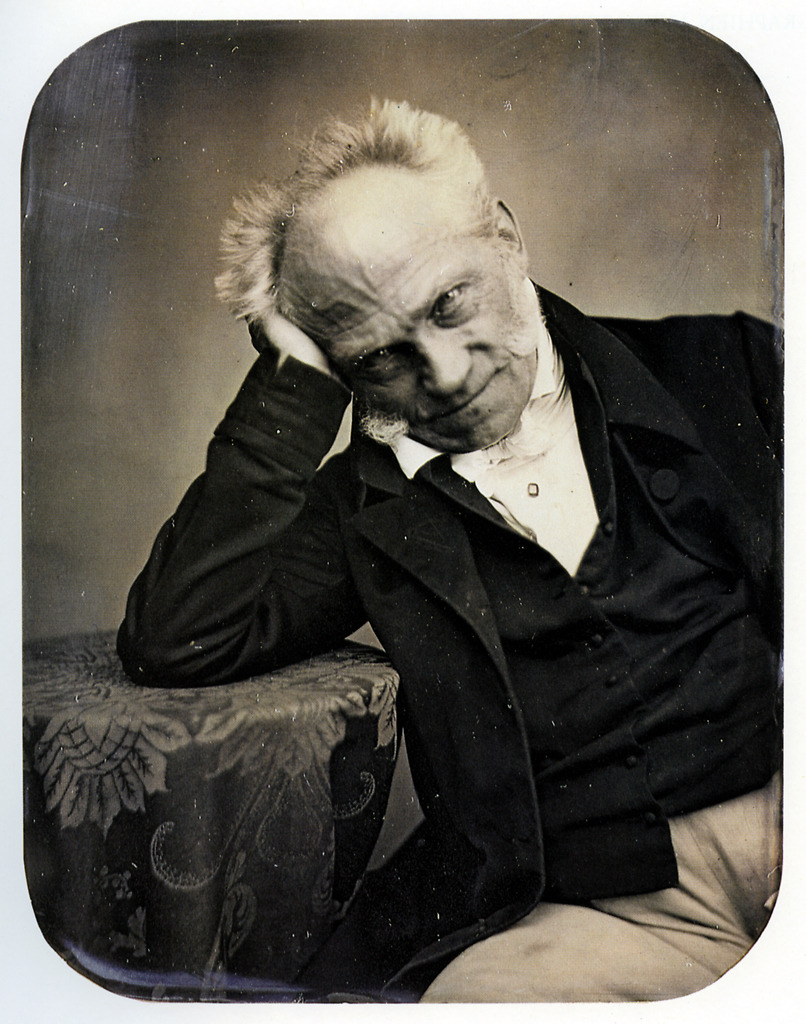
Schopenhauer auf einer Daguerreotypie aus dem Jahr 1852

Der Beethoven-Essay ist neben Oper und Drama Wagners bedeutendster Beitrag zur Musikästhetik. In ihm entwirft er eine Metaphysik der Musik und nimmt wesentliche Aussagen der früheren Abhandlung zurück. 
Die von Schopenhauer beeinflusste Spätschrift befasst sich mit der Beziehung von Musik und Dichtung. Abweichend von vorhergehenden Überlegungen heißt es jetzt, dass Musik „nicht die in den Erscheinungen der Welt enthaltenen Ideen darstellt“, sondern „selbst eine [...] und zwar umfassende Idee der Welt“ sei, die „das Drama ganz von selbst in sich“ einschließe. 
Im Sinne von Immanuel Kants Transzendentalphilosophie, die Wagner von Schopenhauer vermittelt worden war, ist die Musik nun die apriorische Bedingung dafür, dass das Drama überhaupt möglich ist und muss nicht mehr durch Dichtung motiviert werden. Wagner geht so weit, ein Experiment des bekannten Kritikers Hanslick vom „Musikalisch-Schönen“ zu übernehmen und derselben Musik unterschiedliche Texte zu unterlegen. Es zeige sich, dass die Musik hierbei „nichts von ihrem Charakter verliert“, das „Verhältnis der Musik zur Dichtkunst“ also ein „durchaus Illusorisches“ sei.
Von Schopenhauers Unterteilung in Willen und Vorstellung ausgehend, untergliederte Wagner die Künste danach, ob sie zur Sphäre der Vorstellung oder des Willens gehören. Wie Schopenhauer ordnete er dem Willen nur die Musik zu, die auf diese Weise eine überlegene Position innerhalb der Künste erhielt und zum Kern des Dramas wurde.
Die Musik überwinde die der Literatur und bildenden Kunst eigene Trennung in Subjekt und Objekt. Auf diese Weise hinterfragt Wagner den Objektcharakter der Musik, der das Konzept des Musikalisch-Schönen prägte und in der Auseinandersetzung mit Kants Kritik der Urteilskraft eine Rolle spielte. Der eigentliche Bereich der Musik sei nicht das Schöne, sondern das Erhabene und Unmittelbare. Das Erhabene bildet eine Gegenposition zum Schönen, das Wagner noch vom Schein herleitet, der an die Welt der Vorstellung gebunden sei.
Über die Oper Fidelio sprach Wagner mehrfach abwertend. Noch am 25. Dezember 1880 sagte er zu Cosima, das Werk sei Beethovens unwürdig. In seinem Beethoven-Essay erklärte er, dass einzig die dritte Leonoren-Ouvertüre offenbare, wie Beethoven „das Drama verstanden haben wollte.“ Die dramatische Handlung des Textes sei indes eine „fast widerwärtige Abschwächung“ des Dramas, das die Ouvertüre vorstelle; er verglich den Unterschied mit einem langweiligen Kommentar Georg Gottfried Gervinus’ zu einer Shakespeare-Szene.

## Hintergrund
In Tribschen entstanden einige der wichtigsten Spätschriften Wagners. Neben dem Beethoven-Essay gehören die damit verknüpfte Abhandlung Über das Dirigieren (1869), die Schrift Über die Bestimmung der Oper (1871) und weitere autobiographische Essays dazu.
Im Fahrwasser Schopenhauers bezeichnete Wagner in dem späteren Essay Über die Benennung „Musikdrama“ (1872) seine eigenen Bühnenwerke nun als „ersichtlich gewordene Thaten der Musik“ und verkündete mit den Worten Mephistos, die Musik sei der „der Teil, der anfangs alles war“.
Die von Wagner geforderten Neuerungen kamen auch in dem wirkungsgeschichtlich bedeutenden Erfahrungsbericht über die Kunst des Dirigierens nicht ohne Polemik gegen eine Tradition aus, die er überwinden wollte. Die angeprangerte und angeblich schädliche Interpretationsweise verband er mit dem einst geschätzten Felix Mendelssohn Bartholdy. Die polemische Wendung vom „Musikbankier“ lässt den antisemitischen Subtext der Abhandlung erkennen.
Wagner verstand sich als Nachfolger Beethovens, dessen differenzierte motivisch-thematische Arbeit in der Instrumentalmusik von späteren Sinfonikern nicht mehr übertroffen worden sei und beschäftigte sich in vielen Abhandlungen mit dem Vorbild. Zu ihnen gehören Zu Beethovens Neunter Symphonie (1846), Bericht über die Aufführung der Neunten Symphonie von Beethoven im Jahre 1846 in Dresden,  Programmatische Erläuterungen (1851) und Zum Vortrag der Neunten Symphonie Beethovens (1873), während es sich bei Eine Pilgerfahrt zu Beethoven (1840) um eine Novelle handelt, in der Wagner als „junger Beethovenpilger“ seine ersten Deutungsversuche der Neunten unternahm und dem Komponisten eine Kritik am Wesen der zeitgenössischen Oper in den Mund legte.
Der fiktive Beethoven äußert sich in dem humoristischen Werk nicht nur kritisch zur Oper allgemein, sondern auch zu seinem einzigen Versuch in dieser Gattung und erklärt in diesem Zusammenhang, dass er sich für eine „Symphonie mit Chören“ entschieden habe.

## Textausgaben
- Richard Wagner: Gesammelte Schriften und Dichtungen. Band 9. Breitkopf & Härtel, Leipzig 1871
- Richard Wagner: Sämtliche Schriften und Dichtungen. Band 19. Breitkopf & Härtel, Leipzig 1911
- Dieter Borchmeyer (Hrsg.): Dichtungen und Schriften. Jubiläumsausgabe in zehn Bänden. Band 9. Insel Verlag, Frankfurt am Main 1983, S. 38–109.

## Sekundärliteratur
- Dieter Borchmeyer: Richard Wagner: Werk – Leben – Zeit. Reclam, Stuttgart 2013, ISBN 978-3-15-010914-4, S. 288–289.
- Wolfgang Rathert: Offene Feinde und heimliche Freunde. Ursprünge und Motive des Anti-Wagnerismus in der Moderne. In: Udo Bermbach, Dieter Borchmeyer, Hermann Danuser etc. (Hrsg.) Wagnerspectrum: Schwerpunkt Wagner und die Neue Musik. Königshausen und Neumann, Würzburg 2010.
- Lothar Schmidt: Beethoven. In: Laurenz Lütteken (Hrsg.): Wagner-Handbuch. Bärenreiter, Metzler. Kassel 2021, S. 143–144.